# Cyanopepla similis
Cyanopepla similis là một loài bướm đêm thuộc phân họ Arctiinae, họ Erebidae.